# Грацер
«Гра́цер» (нім. Grazer AK) — австрійський футбольний клуб з міста Грац. Заснований 18 серпня 1902 року.

## Історія
Клуб заснований 18 серпня 1902 року. У 1995–2005 роках був найуспішніший період клубу, під час якого «Грацер» навіть став чемпіоном країни. 2007 року у клубу виникли фінансові проблеми, внаслідок яких «Грацер» втратив професійний статус.

## Досягнення
- Чемпіон Австрії: 2003/04
- Віце-чемпіон Австрії (2): 2002/03, 2004/05
- Володар кубка Австрії (4): 1980/81, 1999/00, 2001/02, 2003/04
- Фіналіст кубка Австрії (2): 1961/62, 1967/68
- Володар суперкубка Австрії (2): 2000, 2002
- Переможець Другої ліги Австрії (3): 1974/75, 1992/93, 1994/95
- Переможець Третьої ліги Австрії (2): 2011/12, 2018/19
- Переможець Четвертої ліги Австрії: 2017/18
- Переможець П'ятої ліги Австрії: 2016/17
- Переможець Шостої ліги Австрії: 2015/16
- Переможець Сьомої ліги Австрії: 2014/15
- Переможець Восьмої ліги Австрії: 2013/14